# Tại sao con gà băng qua đường?

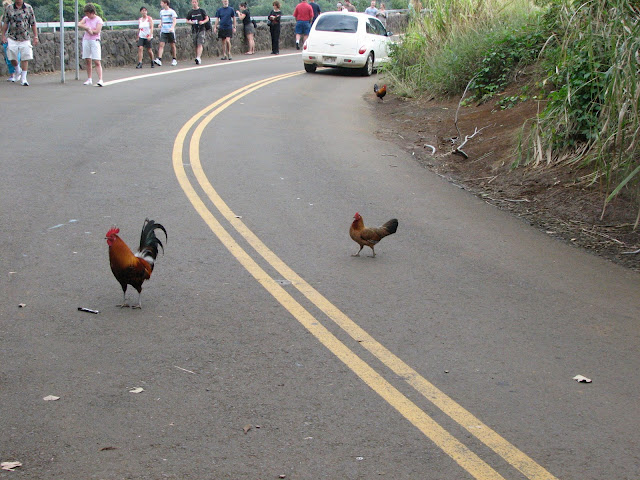
Hình ảnh minh họa: hai con gà đang băng qua đường.

Tại sao con gà băng qua đường? (tiếng Anh: Why did the chicken cross the road?) là một câu nói đùa trong văn hóa đại chúng, với câu trả lời là "để sang bên kia đường". Đây là một câu đùa thuộc dạng anti-humor (chuyện đùa mà không buồn cười).

## Lịch sử

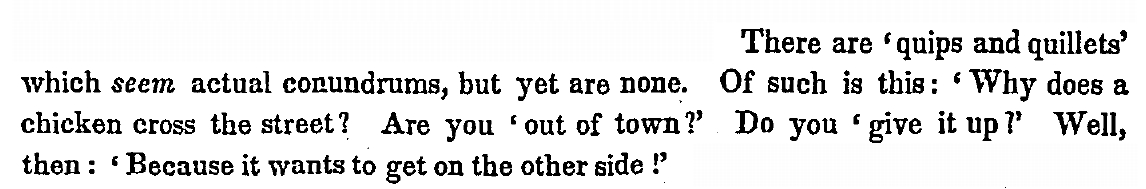
Mẩu câu nói đùa năm 1847.

Câu hỏi này xuất hiện năm 1847, trên tờ The Knickerbocker, một tạp chí hàng tháng có trụ sở ở New York.

## Biến thể

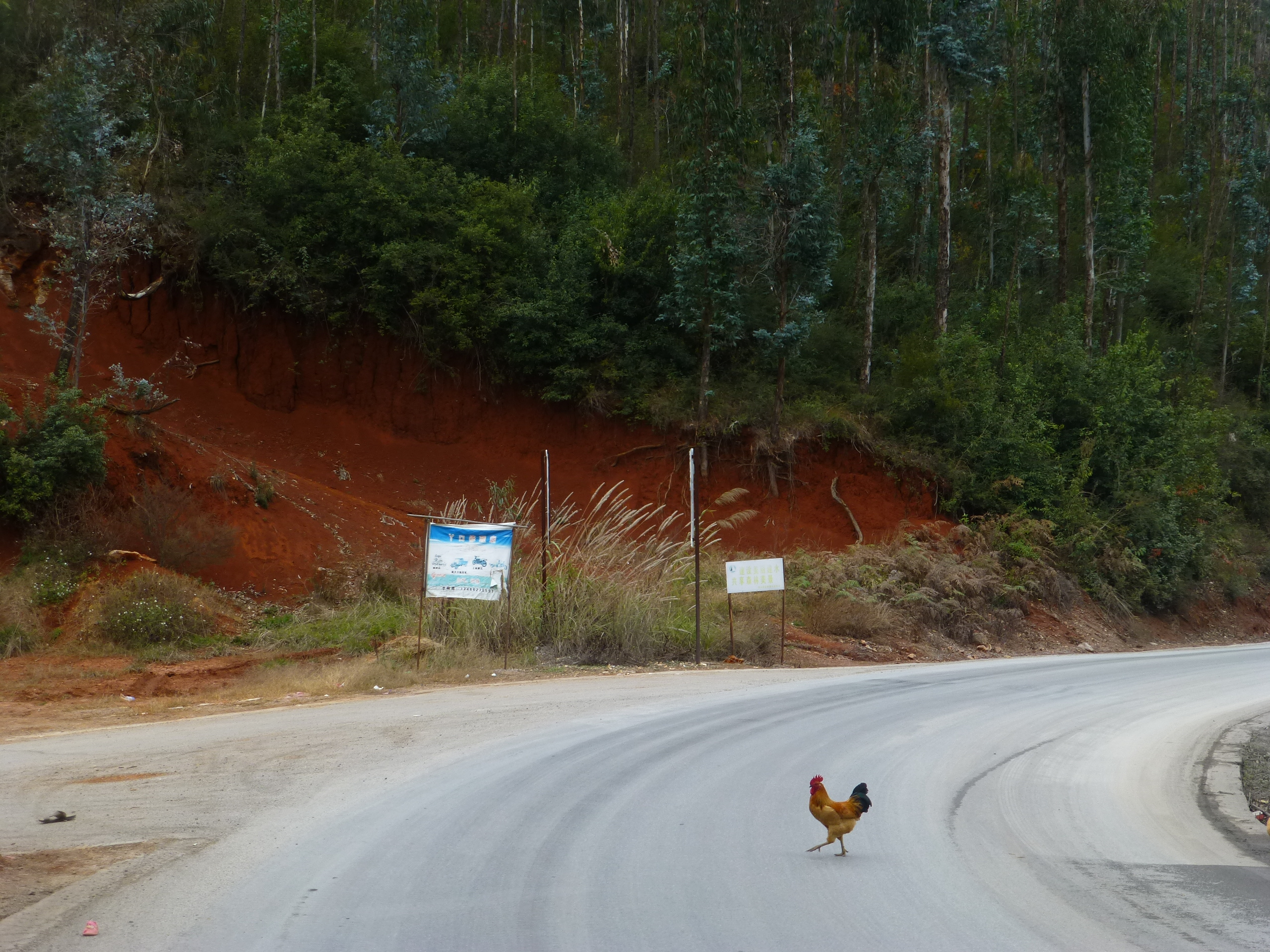
Một con gà băng qua đường tỉnh Vân Nam 214

Một câu trả lời thay thế thường được sử dụng là "tại vì nếu đi vòng thì quá xa". Cũng có một số câu chuyện về những loài vật khác, dẫn lái về câu chuyện con gà. Chẳng hạn, một con vịt băng qua đường "vì hôm đó là ngày nghỉ của con gà," và một con khủng long băng qua đường "vì loài gà còn chưa xuất hiện."
Một số biến thể khác:
- "Tại sao miếng bã kẹo cao su lại băng qua đường? Vì nó bị kẹt ở chân con gà."

Một trò đùa đối đáp:
- "Tại sao con gà lại băng qua đường? Để đến thăm thằng ngốc." "Cốc cốc! Ai đấy? Gà đây.".